# 细脉蒲桃
细脉蒲桃（学名：Syzygium euphlebium），或稱细脉赤楠，是桃金娘科蒲桃属的植物，是台灣的特有植物。分布于台灣本島，目前尚未由人工引种栽培。

## 外部連結
- 維基物種上的相關：细脉赤楠